# ایهور دودنیک
ایهور دودنیک (اوکراینی: Ігор Анатолійович Дудник؛ زادهٔ ۹ اوت ۱۹۸۵) بازیکن فوتبال اهل اوکراین است.
از باشگاه‌هایی که در آن بازی کرده‌است می‌توان به باشگاه فوتبال اوورلا اوژهورود، باشگاه فوتبال متالورگ زاپروژیا، باشگاه فوتبال کراسنودار، و باشگاه فوتبال احمد گروزنی اشاره کرد.